# Верхньо-Карабаський економічний район

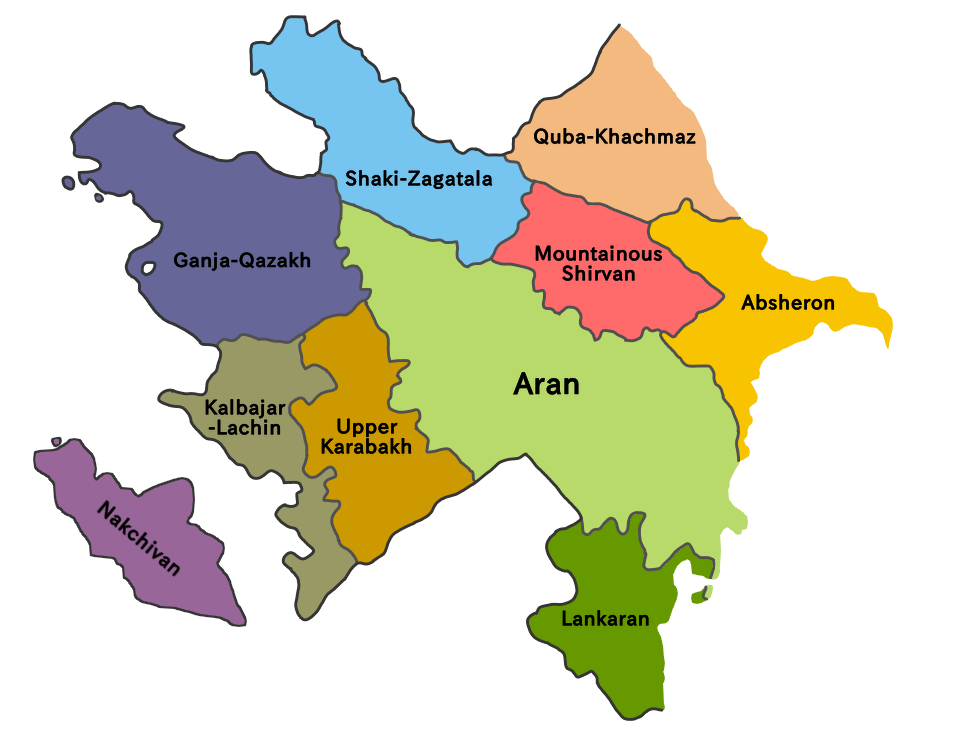
Карта Азербайджану, на якій позначено Верхньо-Карабаський економічний район (зафарбований коричневим)

Верхньо-Карабаський економічний район (азерб. Yuxarı Qarabağ iqtisadi rayonu) — один з економічних районів Азербайджану. Формально включає адміністративні райони Агдамський, Тертерський, Ходжавендський, Ходжалинський, Шушинський, Джебраїльський, Фізулінський і місто Ханкенді (Степанакерт). Більша частина району перебувала під контролем невизнаної Нагірно-Карабаської Республіки (від 1994 року до 2023 року)[джерело?].
Площа 7330 км2. Населення оцінюється Азербайджаном (враховуючи біженців-переміщених осіб, які проживають в Азербайджані за межами даного економічного району) в 653,5 тис. осіб на початок 2015 року. Фактично на території під управлінням НКР — місто Степанакерт (54,1 тис., 2013 рік), Аскеранський (17,9 тис., 2013 рік), Гадрутський (13,1 тис., 2013 рік), Мартакертський (20,2 тис., 2013 рік), Мартунинський (24,1 тис., 2013 рік), Шушинський (5,5 тис., 2013 рік) райони НКР — проживають 134,9 тис. жителів (2013 рік) — практично тільки вірмени.
Видобуток. Основними природними багатствами Верхньо-Карабаського економічного району є поліметалічні руди, нафта, природний газ, різні будматеріали (мармур, цементна сировина, будівельний камінь). Різні породи дерев, що є в лісах, посприяли розвитку підприємств з обробки деревини.
Промисловість базується на переробці місцевої сільськогосподарської сировини. Основними галузями харчової промисловості є виноробство, виробництво різних сільськогосподарських продуктів і консервів.
Галузі сільського господарства: виноградарство, хліборобство, плодівництво, бавовництво і тютюнництво. Також у районі вирощують фрукти, картоплю, садово-овочеві культури. Розповсюджені шовковичні сади, які сприяють розвитку в районі шовківництва. Особливо розвинуте тваринництво, переважно м'ясомолочне, а у високогірних ділянках розвинене мясошерстне тваринництво.
Туризм. Для відпочинку і лікування придатні природно-бальнеологічні ресурси, ліси, мінеральні джерела (Туршсу, Ширлан).